# Cecilia Krönlein

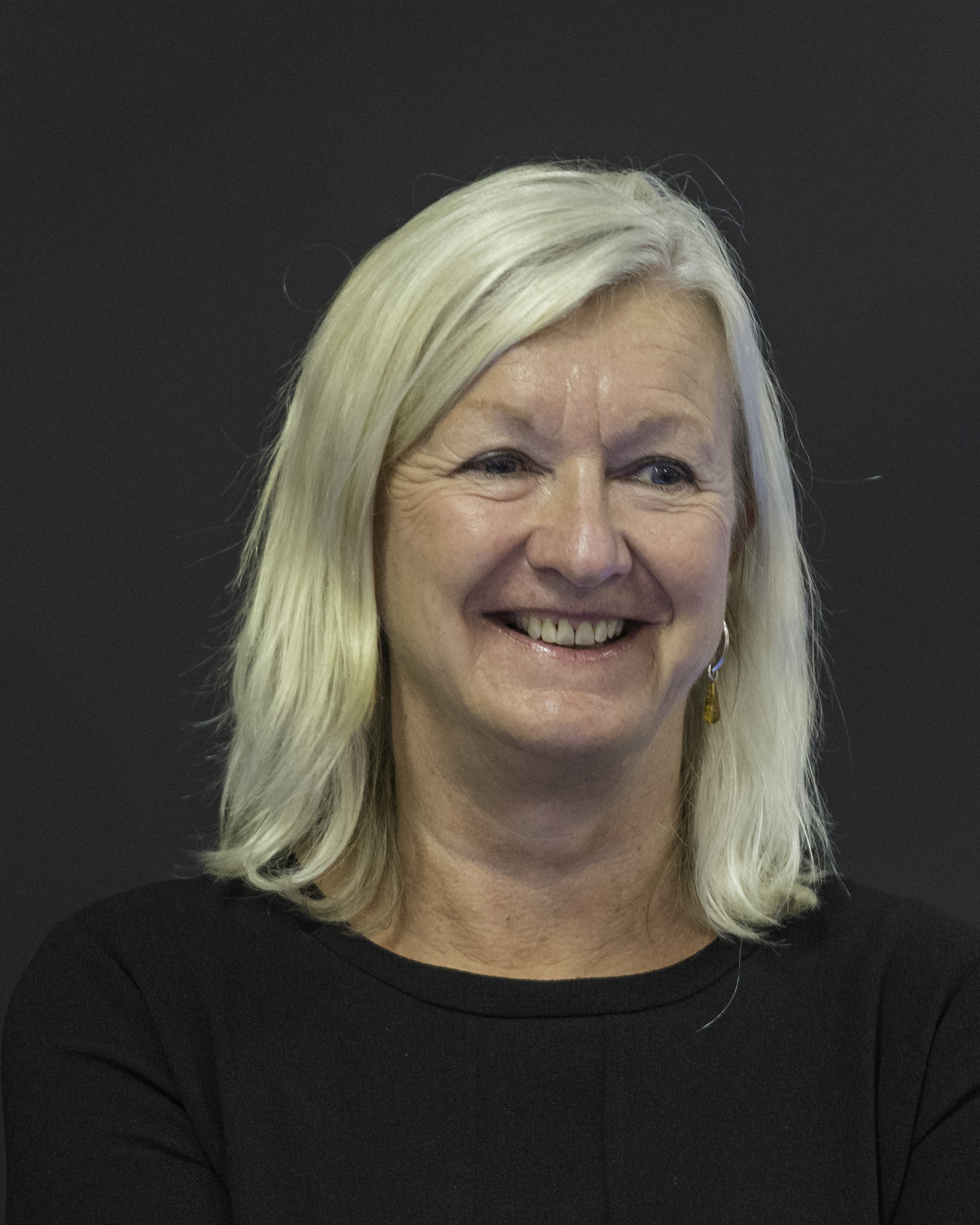
Cecilia Krönlein på bok- och biblioteksmässan 2015

Agneta Cecilia Nilsson Krönlein, född 12 juli 1955, är en svensk journalist.
Cecilia Krönlein växte upp i Danderyd. Hon har varit redaktionschef på Göteborgs-Posten 2001–12 och var 2012–2017 chefredaktör för denna tidning.
Hon är gift med tandläkaren Peter Krönlein.